# Heinrich Emil Sträuli
Heinrich Emil Sträuli (* 20. April 1834 in Winterthur; † 3. April 1894 in Winterthur) war ein Schweizer Richter und Politiker.

## Leben
Als Sohn von Emilie Sträuli-Brändli und Johannes Sträuli, welcher 1831 in Winterthur die Seifenfabrik Sträuli gründete, besuchte er in Winterthur und Zürich die Schulen, um anschließend  – wohl beeinflusst von seinem Onkel Benjamin Brändli – in Zürich, Heidelberg und Berlin Recht zu studieren. Im Jahre 1861 wurde er in Zürich promoviert.
Noch im Jahr seiner Promovierung wurde er in Winterthur zum Bezirksrichter gewählt und bereits 1865 zum Präsidenten des Bezirksgerichts. 1869 erfolgte die definitive Berufung ins Obergericht des Kantons Zürich, zu dessen Präsidenten er 1876 gewählt wurde. Sein Kommentar zum Gesetz betreffend die Zürcherische Rechtspflege machte ihn weit bekannt. Im Jahre 1899 erfolgte die Wahl zum Suppleanten des Bundesgerichtes durch die Bundesversammlung. Ab 1866 bis 1894 sass er für die demokratische Partei im Kantonsrat und von 1868 bis 1869 im Verfassungsrat des Kantons Zürich.

## Familie
Heinrich Emil Sträuli war mit Anna Ganzoni (1836–1867) von Celerina verheiratet. Sein älterer Sohn Hans Sträuli wurde ebenfalls Richter und Politiker, sass von 1911 bis 1934 im Nationalrat und war von 1911 bis 1930 Stadtpräsident von Winterthur. Sein jüngerer Sohn Emil Sträuli (1867–1948) war in dritter Generation Teilhaber der Seifenfabrik Sträuli & Cie. Das Paar hatte zudem mit Lina Sträuli (1865–1948) eine Tochter.